# Cunca

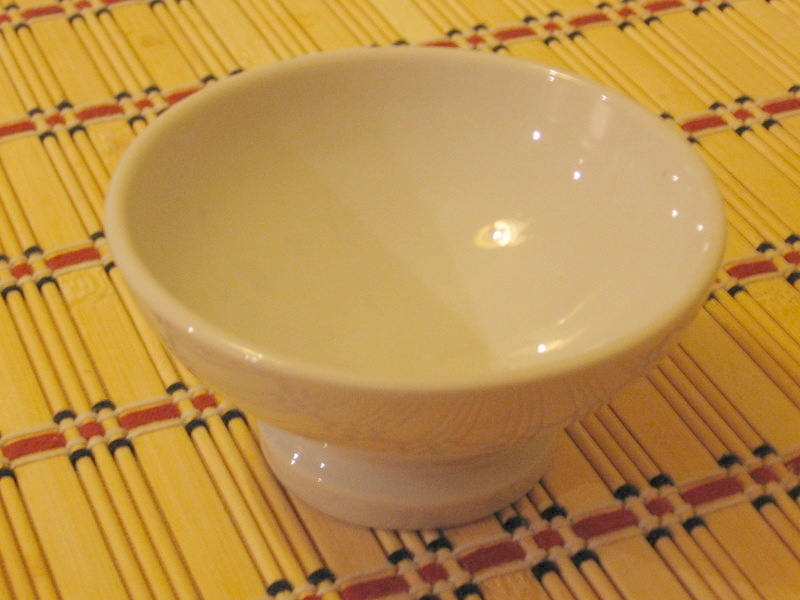
Cunca de viño de cerámica recubierta de porcelana blanca

Cunca es un término gallego que se refiere a un pequeño recipiente de cerámica con forma de cuenco, que se emplea en las tabernas gallegas para beber líquidos como el caldo o el vino. Suele servirse en ellas el viño gallego que se puede consumir solo o acompañado con mariscos, pescado, carne o productos culinarios elaborados. Son muy habituales en las tabernas de toda Galicia. Este recipiente forma parte simbólica de la cultura del vino en Galicia, y está muy asociado a servir el Ribeiro, un vino cuya comarca vitícola tuvo un papel decisivo en la expansión del uso de la cunca. Suelen tener una capacidad cercana a un octavo de litro (125 mL).

## Características
El recipiente es de escasa altura alcanza unos ocho cm. Su pequeña base plana, de forma hemiesférica ofrece soporte. Existen modelos que poseen asas. Antiguamente se hacían de barro y estaban bañadas de pez que proporcionaba un recubrimiento efectivo, así como, según se cuenta, un mejor sabor al vino. Las cuncas de barro se recubren de barniz vítreo (barro vidriado) y las de cerámica se recubren de porcelana blanca.